# 一个中国

目前世界各國對海峽兩岸關係的立場。
PRC實際管轄區域
承認中華人民共和國為中國的唯一合法政府并奉行「一個中國」政策的國家
承認中華人民共和國為中國的唯一合法政府并奉行「一個中國」政策的國家，但中華民國在该国设立非官方代表机构
立場不明的國家
承認中華民國為中國的唯一合法政府且與其建交的國家
ROC實際管轄區域

一個中國是指「世界上只有一個中國」的政治論述和外交政策，為海峽兩岸關係重要的政治論述之一。其肇因自1949年第二次國共內戰情勢底定，拿下中國大部分既有領土（中國大陸）的中国共产党建立中华人民共和国，敗戰的中華民國政府則在當時執政的中國國民黨的領導下撤遷至臺灣；此後中華人民共和國與中華民國於法理上各自主張擁有全中國主權、以及為全中國的唯一合法代表，並有各自的「一個中國」主張，以致雙方在國際社會競逐「誰才是中國」的外交承認。世界各國則依照其建交的對象，分別對這個論述有不同理解。
中華人民共和國主張「世界上只有一個中國，中華人民共和國政府是中國唯一合法代表，臺灣是中國不可分割的一部分。」中华人民共和国政府发布的白皮书认为，中国政府于1945年10月25日“恢复对台湾行使主权”，中国因此从法律和事实上收复了台湾；中华人民共和国于1949年成立后，取代中華民國對中國的統治，完成国际法意义上的政权更迭，因此中华人民共和国政府作为中国的唯一合法政府，有權對台灣行使主權。出於中華人民共和國政治立場的「一個中國」原則，隨著中華人民共和國透過《聯合國大會第2758號決議》等取得原屬中華民國的聯合國中國席位及其他諸多政府間國際組織的「中國」成員國身份，以及隨之而來獲得世界大多數國家的外交承認，獲得國際政治領域的廣泛認可。與中华人民共和国建交的183個主權國家、不丹和聯合國承認，或認知到、理解中华人民共和国政府关于「世界上只有一个中国，中华人民共和国政府是全中国的唯一合法政府，台湾是中国领土不可分割的一部分」的立場宣示。
中華民國的「一個中國」原則，則隨著最高領導人與執政黨的更迭而有所變化。1980年代末期臺灣民主化前，處於動員戡亂狀態的中華民國政府持續堅持己身為全中國的唯一合法政府，並將中華人民共和國視為叛亂政權而以「共匪」貶稱之。蔣中正政府時期奉行「漢賊不兩立」政策，蔣經國政府時期奉行「三不政策」，其共同點為堅持中華民國持有「法統」，並要求邦交國不得與中華人民共和國建立正式外交關係；1970年代後，中華民國雖因《2758號決議》退出聯合國而失去世界大多數國家的外交承認，但此類政策基本上沒有改變，至蔣經國政府後期才隨著「彈性外交」政策的推行而有所鬆動。推動臺灣民主化的李登輝政府上台後，採取「務實外交」政策，接受中華民國以權宜方式參與國際社會，实际上淡化或放棄對中國代表權的競逐，對中國大陸則開啟非正式的官方對話機制；同時期加上中華民國内部「臺灣意識」的抬頭，與其邦交國往来文书中不再使用“中国”字样而以“华”或“台”作为简称，默許邦交國可與中華人民共和國發展經貿關係，不排斥雙重承認，但也強調「海峽兩岸互不隸屬」。但马英九政府时期奉行“活路外交”，坚持在“九二共识”及“一中各表”基础上处理对外及两岸关系，實際上是過往中華民國的「一個中國」原則之變體。
現今國際社會所指的「一個中國」政治共識，多指中華人民共和國主導的「一個中國」政策，成為現今國際政治上的主流見解；這與其身為聯合國「五常」、以及改革開放後帶來的國力崛起有關。此政治共識的存在，使得世界上沒有任何一個國家能夠同時與中華人民共和國及中華民國建立正式的外交關係，與其中一方建交必伴隨著與另一方終止外交關係。大多數政府間國際組織（尤其是聯合國關聯機構）亦因僅承認中華人民共和國，而拒絕現今臺澎金馬為實際領土的中華民國以主權國家的身份加入，使得中華民國被迫以「中華臺北」等權宜名稱參與較不涉及政治的國際組織。2019年1月2日，中共中央总书记习近平在《告台湾同胞书》发表40周年纪念会时，重申“海峡两岸同属一个中国”。中華民國政府則持續堅持「海峽兩岸互不隸屬」的政治論述，並呼籲北京方面正視中華民國在臺灣存在的事實，以反制「海峡两岸同属一个中国」的主張。

## 中华人民共和国
中华人民共和国政府白皮书认为，1943年12月1日，中美英三国政府发表《开罗宣言》宣布，三国之宗旨在使日本所窃取于中国之领土，例如东北、台湾、澎湖列岛等，归还中国。1945年7月26日，中美英三国共同签署、后来苏联参加的《波茨坦公告》，重申“开罗宣言之条件必将实施”。同年9月，日本签署《日本投降条款》，承诺“忠诚履行波茨坦公告各项规定之义务”。10月25日，中国政府宣告“恢复对台湾行使主权”，并在台北举行“中国战区台湾省受降仪式”，中国因此从法律和事实上收复了台湾。中华人民共和国中央人民政府于1949年成立后，完成了国际法意义上的政权更替，故作为中国的唯一合法政府有权对台灣行使主權。中華人民共和國政府白皮书同时認為，中國國民黨統治集團退踞臺澎金馬以來，雖然其政權繼續使用“中華民國”和“中華民國政府”的名稱，但它早已完全無權代表中國行使國家主權，實際上始終只是中國領土上的一個地方當局。
据此，「一個中國原则」成為中华人民共和国政府的官方政治意識形態和國際外交政策，以及對於臺灣海峽兩岸關係的基本原则。中華人民共和國主張的一個中國原則，分為新舊兩個版本。於上世紀80年代推出一個中國原则的「舊三句」，內容為：「世界上只有一個中國，中華人民共和國政府是全中國的唯一合法代表，台灣是中國的領土」。以及於2005年通過《反分裂國家法》以法律文字書面確定了一個中國原则的「新三句」：「世界上只有一個中國，大陸與台灣同屬於一個中國，中國的主權和領土完整不容分割」。據台灣陳長文律師所言，新版由從屬關係轉變為平等關係，而立法僅僅是把其憲法義務法律化而已。
中華人民共和國政府以「一個中國」原则作為建交的基本原則与其它国家发展外交关系，要求各国承认“中华人民共和国是代表中国的唯一合法政府”并排斥“两个中国”或“一中一台”，即拒绝任何与中华民国建交的国家同时与中华人民共和国建交。目前，全世界绝大部分國家與中華人民共和國有正式的外交關係，而與中華民國沒有正式外交關係。

## 中華民國
根據《中華民國宪法》，中華民國政府擁有「其固有之疆域」的領土主權。因國共內戰失利撤退到臺灣，中華民國政府不再實際統治中國大陸，但在很长一段时间仍然自認是中國唯一合法代表，並保持這項宣稱。
1971年之前，中华民国曾长期在国际上打压中华人民共和国的国际空间。中華民國政府採取「漢賊不兩立」政策，阻止中华人民共和国进入联合国以及绝大多数国际组织。多數國際組織也多以「北京政權」（Peking Regime）或「中共政權」（Chinese Communist Regime）稱呼中華人民共和國。但中華人民共和國於朝鮮戰爭結束後，在受邀出席聯合國安理會會議和進行國際談判時，也以「中華人民共和國中央人民政府」（Central People's Government of the People's Republic of China或P.R.O.C.）名義在國際空間中活動。":555
1971年，联合国通过聯合國大會第2758号决议，议文决定：“恢复中华人民共和国的一切权利，承认她的政府的代表为中国在联合国组织的唯一合法代表，并立即把蒋介石的代表从它在联合国组织及其所属一切机构中所非法占据的席位上驱逐出去。”而同时进行的由美国提议的保留中华民国在联合国的席位的投票，則遭到否决。
1971年中華人民共和國取得「中國」代表權後，也轉而積極限制中华民国的國際空間。近二十年來，中華民國政府多次由其邦交國提案希望加入聯合國等國際組織以及向世界衛生組織派出观察员，但是均受到中國代表權問題以及中華人民共和國的坚决反對而未被接受。中華民國政府一直試圖增加其國際影響力，但在政治現實下，甚少國際組織接受中華民國作為其會員國。且多數國際組織往往以「中國台灣省」（Taiwan, Province of China）、“中华台北”（Chinese Taipei）或「中國台灣」（Taiwan, China）稱呼中華民国。
在李登辉政府時期，在政策上略為鬆動，在憲法增修條文中，承認中華民國政府實際統治範圍，只限於臺灣地區或「自由地區」。中華人民共和國政府，實際統治範圍稱為「大陸地區」或者「中國大陸」。在法理上，不承認中華人民共和國政府以及他們宣稱對中國的主權，但在現實上，承認中華人民共和國在其領土上，擁有實質統治權力，跟中華民國擁有同等地位，都是政治實體。因為國際社會廣泛接受中華人民共和國的「一個中國原則」，中華民國政府參與國際組織時採用「務實外交」等不同手段，以「中華台北」或「臺澎金馬地區」等名稱來參與國際活動，不宣稱自己是唯一中國。
在政黨輪替之後，不同政黨對於一個中國路線有不同解釋。

### 中國國民黨的主張
中國國民黨認為，根據憲法一中原則，中國大陸和台灣皆屬於中華民國固有領土，主權屬於中華民國。
馬英九政府認同並堅持「九二共識」「一中各表」的策略，以此促成首次兩岸領導人會面。在對外外交上不接受兩岸雙重承認，以避免挑起中華人民共和國方面的不滿，稱為活路外交。

### 民主進步黨的主張
民主進步黨傾向主張台灣獨立，但在執政期間不多作認定。陳水扁政府時期曾提出四不一沒有保證。蔡英文政府主張「維持現狀」的說法，不同於2011年提出的「台灣共識」，但拒絕明確承認「九二共識」的立場，以及不接受九二共识。
在其黨內，支持華獨的路線者，認為現今世界上「一個中國」就是中華人民共和國，台灣是一個主權獨立的國家，國號目前為中華民國。即所謂的「一邊一國」或者一中一台，一边是代表中国的中华人民共和国，另一边则是代表台湾的中华民国。其主要論點在台獨黨綱與台灣前途決議文上展現。

## 其他国家和国际组织立場

中华人民共和国
与中华人民共和国建交，且明确承认台湾是中国领土
与中华人民共和国建交，其“一个中国政策”模糊
中华民国
与中华民国建交，且明确承认中华民国的“一个中国政策”
主权国的无主权属地，或者与中华人民共和国和中华民国均不建交，或者缺少资料

截至2024年2月，中华人民共和国与183个国家建立了外交关系，其中有180个联合国会员国和3个非会员国（巴勒斯坦、库克群岛、纽埃），这些国家全部都有某种形式的“一中政策”，但其涵义的清晰度有所不同。根据相关统计，有130个国家明确承认台湾为中国领土或为中国一省，其中126个为与中华人民共和国建交的联合国会员国、1个为联合国会员国但非建交国（不丹），约占联合国会员国总数的三分之二；3个为建交的非会员国（巴勒斯坦、纽埃、库克群岛）。在剩余54个建交国中，有37个国家明确提到“中华人民共和国为代表全中国的唯一合法政府”。剩余的17个国家都声明他们“有一个中国政策”或“奉行一个中国原则”，但其内涵不清晰。
截至2024年2月，中华民国与12个国家保持外交关系，其中11个是联合国会员国（除教廷外）。教廷和中华人民共和国从未相互承认，剩余的11个国家中其中有两个（伯利兹、圣卢西亚）曾与中华人民共和国建交后又断交，转而与中华民国复交；其余国家未曾与中华人民共和国建交。

### 英国模式
英國模式為在英文本中，（中文譯為“承認”）中華人民共和國代表中國，（程度上低於，中文翻譯上有爭議）中華人民共和國主張台灣是中國不可分割的一部分；而中文本中，两处皆表述为“承认”。前后两处词汇，存在类似美国模式的用词差异。英國下議院曾發布政策指引，聲明「認知」與「承認」並不相同，英國不接受中國的一個中國原則。
採取英國模式的國家共有九國，除英國外，其餘為大英國協成員國，如澳洲、紐西蘭、馬來西亞、庫克群島、斐濟、薩摩亞等，此外還有西班牙與泰國等。美國除了採取這個措辭外，另外與北京以及台北方面各自提出保證。马来西亚和泰国分别在1999年和2023年与中华人民共和国的联合公报中更新了表述，明确承认了台湾是中国领土。
有澳大利亚官员在签署与中华人民共和国的建交公报时说：“在我们的观点中，这个模式较英国模式而言，更为接近加拿大模式。“Acknowledges”一词的语义非常类似英文的“takes note”（注意到）。澳大利亞外交貿易部指出，澳洲的“一个中国”政策基礎是，澳洲不承認中華民國是一個主權國家，也不將臺灣當局視為具有國際法人格的政府。雖然澳台政府之間沒有正式的官方關係，但仍保持非官方關係。例如，澳洲在台办事處不具有外交地位，而臺灣在澳洲名為「臺北經濟文化代表處」的代表機構亦同。

### 美國模式
美國採取的一中政策，在外交公報措辭上採用英國模式，但同時間向中華人民共和國與中华民国提供各自的保證。

#### 中美建交公报
關於中國對於「一个中国」與「台灣主權」的立場，美國在《中美建交公报》中聲明：
| 英文本 | 中文本 |
| --- | --- |
| The United States of America recognizes the Government of the People's Republic of China as the sole legal Government of China. Within this context, the people of the United States will maintain cultural, commercial, and other unofficial relations with the people of Taiwan. | 美利坚合众国承认中华人民共和国政府是中国的唯一合法政府。在此范围内，美国人民将同台湾人民保持文化、商务和其他非官方关系。 |

| 英文本 | 中文本                                                               |
| --- | -------------------------------------------------------------------- |
| The Government of the United States of America acknowledges the Chinese position that there is but one China and Taiwan is part of China. | 美利坚合众国政府承認中国的立场，即只有一个中国，台湾是中国的一部分。 |

#### 1979年以后
1979年2月，美國副國務卿華倫·克里斯多福在此議題上表明美國認為英文才是對美國有拘束力的條文，即美國承認中華人民共和國政府是中國的唯一合法政府與中華民國主權並未衝突。2009年11月，美國在臺協會主席薄瑞光在媒體圓桌會議上也表明，關於中美聯合公報所載的「台灣是中國的一部份」，美國在公報中「認知中國的立場……過去三十七年來，美國明白表示『認知』不代表認可、不代表接受，除了『認知』以外不代表任何意義。」
有人认为，美国并未放弃其在台湾的战略利益，也一直没有放弃岛链封锁中国大陸的战略，故台湾问题一直被中华人民共和国方面认为是“中美关系发展中最敏感的问题”，“中美关系发展最大的障碍”。2005年5月13日，抵达美国纽约出席联合国成立60周年首脑会议的中共中央总书记兼中华人民共和国主席胡锦涛，在会晤美国总统乔治·沃克·布什时，再次提出“中美关系的关键在台湾问题”。美國總統與國務卿則多次強調台灣問題也是人權問題，其處理應當是和平方式且需尊重台灣之民意。
但此後美國政府一直保持模糊政策，直至2004年中，美國政府因應陳水扁政府激進動作，不得不進行了一次其不支持台獨（亦非反對）的表示。值得注意的是，美國在提及關於最終主權地位時，均使用“福爾摩沙”（Formosa），而其他時候則使用“台灣”（Taiwan)。此外，通过中美三个联合公报以及美国国内法台灣關係法，但美國的態度是傾向（interest）中國人自己和平解決（對）台灣（主權）問題，並未明確反對以片面或非和平的方式來解決。除履行對台撤軍承諾外，亦無規劃解決問題之時間表，並宣稱這樣的政策符合美國的利益，也符合台海兩岸人民的利益，同時重申自杜魯門總統所確定之「美國對台灣沒有領土野心」未做改變。
因此按照美国的说法，不論是韓戰時協防臺灣、金門砲戰時協助中華民國國軍運補、與中华人民共和国的日內瓦會談、台灣關係法的訂定及執行、中美三個聯合公報的簽訂、1996年台海危機時巡弋台海、反對台灣公投、不支持台灣加入聯合國等，皆無支持或反對兩岸統一或台灣獨立之立場，僅因美國的政策需符合美國的利益，美國的政策是清晰的、一貫的，而且沒有改變。
美國國會研究處在研究中國/台灣「一個中國政策」報告書中（日期：2007年7月9日）闡述美國的立場，並總結了五點：
1. 在1972年、1979年和1982年三個美中聯合公報中，美國沒有明確說明台灣的主權地位。
2. 美國「認知」兩岸「一個中國」的立場。
3. 美國的政策「沒有承認」中华人民共和國對台灣的主權。
4. 美國的政策「沒有承認」台灣為主權國家。
5. 美國的政策認為台灣地位未定。

這些內容在2013年美國國會研究處的研究報告中保持不變。
美國國會研究服務處在2014年發佈的《「一個中國」政策的演變–來自華盛頓、北京及台北的關鍵聲明》與《美台關係》兩份報告中的總結部份說到：簡單地說，美國關注於台灣問題的解決過程上，對結果不預設立場。
2016年底，唐納·川普就職美國總統前，曾試圖以一中政策作為與中國的外交及貿易談判的籌碼，藉台灣為棋子，獲取如朝鮮核問題、南海爭議、貿易等各方面議題的談判優勢，並爭取中國在有關方面作出讓步。曾表示他充分理解一個中國政策，但除非和中國能在其他事情，包括貿易問題上談成協議，否則“不需受到一個中國政策約束（be bound by a one China policy）”。但中方認為此舉嚴重冒犯，遭到中方的强烈不满，中国外交部重申一个中国政策是中方底线，不可談判。
2017年1月20日，特朗普在正式接任總統後沒有按傳統發表農曆新年的總統講話，但於2017年2月9日致函中共中央总书记兼中国国家主席习近平，表达对共同推动惠及两国的建设性中美关系的愿景及祝贺中国民众春节和元宵节快乐。特朗普在9日當晚與習近平通話後表示，美國將加強與中國之間的關係，並遵循美國長期以來的「一個中國」政策（Honor America's long-standing "One China" policy），同時雙方也互相邀請對方來自己國家會面。
2017年6月15日，美國國務卿雷克斯·提勒森表示，美國的「一中政策」與中共的「一中原則」有不同解釋，美方亦信守台灣關係法履行所有對台承諾。
2020年8月31日，美國國務院東亞暨太平洋事務助理國務卿史達偉表示，美國長久以來的「一中政策」與北京的「一中原則」不同。中共主張對台灣擁有主權，但美方並未對台灣主權抱持任何立場，美方認為台灣議題必須以和平、且為兩岸人民接受的方式解決。美台保持廣泛且友好的非正式關係，並依循《台灣關係法》承諾協助台灣自我防衛。
2020年11月12日，美国国务卿蓬佩奥接受媒体採訪時表示，“台湾一直不是中国的一部分。”但美國國國務院隨後表示，美国的「一个中国政策」基于美中三项联合公报、台湾关系法与六项保证，美国对台湾主权不采取任何立场。實際上，蓬佩奥呼籲美國放棄「承認（recognize）中華人民共和國政府是中國的唯一合法政府」，僅「認知（acknowledges）海峽兩岸所有中國人都認爲僅存在一個中國，即台灣是中國的一部分」，並於2022年4月以在野身份發表演講時重申呼籲。
2021年10月，時任美國國防部發言人約翰·柯比表示，國防部長期遵守「一中政策」，與北京主張中國共產黨擁有台灣主權的「一中原則」有所不同，美國不對台灣主權採取立場；國防部持續支持在符合台灣人民意願與最佳利益的情況下，和平解決兩岸議題，美國對台支持堅若磐石，有助維護兩岸和區域的和平穩定。
2021年11月4日，美國國務院發言人内德·普莱斯表示，美國始終堅持自己的「一個中國政策」，也就是六項保證、三個聯合公報和《台灣關係法》為指導的「一中政策」，並指與中華人民共和國版本的「一中原則」是「截然不同」的。普萊斯還他表示美國承諾繼續支持台灣的自衛，反對任何試圖改變兩岸關係現狀的單邊行動。
2022年5月21日，美國國務院發言人内德·普莱斯在Twitter表示：中華人民共和國繼續公開歪曲美國的政策。美國不贊同中華人民共和國的「一個中國原則」——我們仍然致力於我們兩黨長期的「一個中國政策」，以《台灣關係法》、《三份聯合公報》和六項保證為指導。
2022年5月22日，美國駐華大使館於Twitter轉發美國國務院發言人普萊斯的內容並表示：中華人民共和國繼續公開錯誤描述美國的政策。美國並不同意中華人民共和國的「一個中國原則」 - 我們仍然致力於我們長久以來、不分黨派、在《台灣關係法》、《三個聯合公報》和六項保證指引下的「一個中國政策」。
2022年9月26日，美國國務院發言人内德·普莱斯表示，美國「一中政策」沒有改變，美國未對台灣主權採取立場，該政策自1979年來作為美國對台做法的核心，目前依然有效。美國希望看到現狀繼續維持下去，這個現狀過去40多年來鞏固台灣海峽和平與穩定。

### 加拿大模式
加拿大在1970年10月10日與中華人民共和國完成建交談判。加拿大使用「注意到中國的立場」。這被稱為加拿大模式。阿根廷、比利時、巴西、加拿大、智利、哥倫比亞、科特迪瓦、厄瓜多爾、希臘、冰島、意大利、黎巴嫩、馬耳他、秘魯、烏拉圭、委內瑞拉皆採用這個模式，惟智利于2008年、秘鲁于2016年与中华人民共和国的联合声明中已更新表述，明确承认台湾是中国领土。

### 日本模式
日本與中華人民共和國的建交公報中，承認中華人民共和國是中國唯一合法代表，「充分理解並尊重」中華人民共和國認為台灣是他們領土的立場。在司法和行政实践中，日本政府不承认中华民国政府的合法性，认为“台湾并不是一个正式的国家”，因而拒绝受理中华民国政府开出的证明文件。

### 荷蘭模式
荷蘭政府在外交公報上，承認中華人民共和國為中國唯一合法政府，「尊重」（respect）中華人民共和國主張台灣是中國的一省。

### 法国模式
法國在外交公報上，承認（recognize）中華人民共和國為中國唯一合法政府，台灣是中華人民共和國的一部份。
如俄罗斯、巴基斯坦、葡萄牙等國皆採取這個模式，共有51國。
捷克總統彼得·帕維爾在2023年哥本哈根民主高峰會曾發言，捷克會用自己的「一中政策」與台灣交往，不會完全接受中华人民共和国的一中原則。

### 德国模式
德國承認中華人民共和國為中國唯一合法政府，但在外交公報上沒有明確提到台灣為中華人民共和國領土。有41個國家採取這個模式，歐盟也採取這個模式。
德国政府在中德2004年发表的一份联合声明中，表示德国坚持明确的“一个中国”的政策，支持中国和平统一。反对“台湾独立”。
欧盟表示，其遵循坚持一个中国政策，认为台湾不是主权国家，不与台北政府建立任何意义上的外交关系。但认知台湾作为经济和贸易实体的存在性。對中華人民共和國的觀點（「台灣是中國的一部分」）表示理解、尊重或認知。同時在符合歐盟的「一中政策」以及歐盟的政策目標下，歐盟支持以務實方式處理台灣的國際參與問題，包括WHA、WHO及其所有技術性會議，並主張歐盟的「一中政策」與中國的「一中原則」不同，歐盟不斷強化與台灣在經貿關係、科學、教育與文化等各種領域的良好合作關係。

### 印度模式
印度于1949年12月承认中华人民共和国并与其建交，在与中华人民共和国开放外交关系的谈判中，印度同意不与中华民国建立官方关系，也不支持台湾作为中国代表加入联合国。然而，在印度承认中华人民共和国时，尼赫鲁和周恩来之间的正式通信中没有提到任何一方的一个中国政策。同样的事实是，当时的印度总理拉吉夫·甘地于1988年12月访问（或时任中国总理李鹏于1991年12月回访）后两国关系正常化时，联合新闻公报没有提到“一个中国”。
1996年11月30日，中共中央总书记、中国国家主席江泽民访问印度期间，双方首次提到“一个中国”的联合声明。印度的意图可能是向中国保证，印度1995年在台北开设非官方办事处的决定并不意味着政策的改变。在此後，双边联合声明中至少又提到了“一中”四次。
然而，新德里从2008年起停止公开提及“一中”政策。当时，北京发布一系列声明，主张拥有印度东部的阿鲁纳恰尔邦主权，并对查谟与克什米尔（今属拉达克）的部分居民发放另纸签证（stapled visas）。目前，印度外交部刻意保持模糊、不愿重申所谓的“一中”。

### 中華民國邦交國模式
與中華民國保有邦交的國家，不承認中華人民共和國的一個中國原則。承諾將會繼續支持中華民國保持獨立。其中，瓜地馬拉承认中华民国是唯一且真正的中国。